# Velden (Gemeinde Kappel am Krappfeld)
Velden, im 19. Jahrhundert auch Felden, war eine Ortschaft in der Gemeinde Kappel am Krappfeld im Bezirk Sankt Veit an der Glan in Kärnten. Der Ort wurde in der ersten Hälfte des 20. Jahrhunderts vorübergehend verlassen und wird seither nicht mehr als eigene Ortschaft geführt, sondern als Teil der Ortschaft Poppenhof betrachtet.

## Lage
Die Ortschaft lag gut einen halben Kilometer östlich des Gemeindehauptorts Kappel am Krappfeld in der Katastralgemeinde Dobranberg, in 592 m Seehöhe, zwischen Gölsach im Norden und Poppenhof im Süden. Heute befindet sich hier der mittlerweile zur Ortschaft Poppenhof gehörende Hof Anderle (Poppenhof Nr. 3).

## Geschichte
Der Ortsname, urkundlich zuerst als Velben genannt, dürfte sich vom mittelhochdeutschen velwe für Weide ableiten.
Bei Gründung der Ortsgemeinden 1850 kam Velden an die Gemeinde Krasta, die Mitte des 20. Jahrhunderts in Kappel am Krappfeld umbenannt wurde.

## Bevölkerungsentwicklung
Für die Ortschaft ermittelte man folgende Einwohnerzahlen:
- 1869: 3 Häuser, 20 Einwohner[2]
- 1880: 1 Haus, 3 Einwohner[3]
- 1890: 1 Haus, 7 Einwohner[4]
- 1900: 1 Haus, 1 Einwohner[5]
- 1910: 1 Haus, 5 Einwohner[6]
- 1923: 1 Haus, 0 Einwohner[7]